# يجيب الله مطر (مسلسل)
يجيب الله مطر مسلسل كويتي، من إخراج سائد بشير الهواري، وتأليف علي دوحان.
كان من المفترض أن يقوم بدور البطولة الفنان عبد الحسين عبد الرضا في عام 2016 إلا أن تعرضه لأزمة صحية عطلت تصويره المسلسل، وعندما تماثل بالشفاء وقرر دخول تصوير المسلسل تعرض لأزمة صحية ثانية انتهت بوفاته.

## الممثلون
- زهرة عرفات، بدور «نجمة».
- أحمد السلمان، بدور «نوح».
- يعقوب عبد الله، بدور «سيف».
- شهد الياسين، بدور «حسناء».
- ميس كمر، بدور «كواكب».
- عبد الله الطراروة، بدور «أيمن».
- مرام البلوشي، بدور «قلوب».
- شوق الهادي، بدور «سما».
- هدى حمدان، بدور «فيروز».
- فيصل فريد، بدور «مشعل».
- روان العلي، بدور «فضة».
- عيسى الحساوي ، بدور «مبارك».
- غرور صفر، بدور «عهد».
- يوسف الوادي، بدور «فهد».
- ناريك يعقوب، بدور «فادي».
- منى مكي، بدور «شهد».
- ناصر العليان.
- فرحان هلال.
- أحمد زيدان.